# العلاقات الباربادوسية الفلسطينية
علاقات باربادوس وفلسطين هي العلاقات الدولية بين باربادوس ودولة فلسطين.

## التاريخ
اعترفت باربادوس بدولة فلسطين في 19 أبريل 2024.
سلمت ليندا صبح في 19 فبراير 2025 أوراق اعتمادها سفيرةً غير مقيمة لدولة فلسطين لدى جمهورية بربادوس.